# 대금초등학교
대금초등학교는 대한민국 경상남도 거제시 장목면 옥포대첩로 1375 (율천리)에 있었던 초등학교이다.

## 연혁
- 1966년 10월 17일 장목국민학교 대금분교장 설립
- 1970년 3월 1일 대금국민학교로 승격
- 1984년 3월 1일 이수분교장 본교로 편입
- 1985년 3월 7일 병설유치원 개원
- 1996년 3월 1일 대금초등학교로 개칭
- 1998년 3월 1일 장목초등학교로 통폐합